# Kościół poewangelicki w Nekielce
Kościół poewangelicki w Nekielce – neogotycki kościół w Nekielce, w powiecie wrzesińskim. Kościół został wpisany do rejestru zabytków w 1999.

## Historia
Pierwszy kościół w Nekielce został zbudowany przez osadników olęderskich w 1754. Kościół służył nie tylko osadnikom ale i mieszkańcom pobliskich wsi. W 1881 został on rozebrany i przebudowany na nowo, konsekrowany 8 października 1884. Nowy kościół był zbudowany w stylu neogotyckim. Jego kształt z 1881 przetrwał do dziś. W 1907 przeprowadzony został remont. W czasie II wojny światowej kościół służył jako magazyn broni, pełnił też funkcję magazynu po wojnie. W 1992 kościół kupiła rodzina Kareński-Tschurl. W 2005 na ścianie kościoła umieszczono tablicę upamiętniającą osiedlenie olędrów w okolicy Nekli.

## Obecna funkcja
Obecnie budynek kościoła jest własnością A. i A. Kareńskich i spełnia funkcje kulturalne.

## Otoczenie
W niedużej odległości od kościoła położony jest stary cmentarz ewangelicki z zachowanymi częściowo nagrobkami.

## Galeria

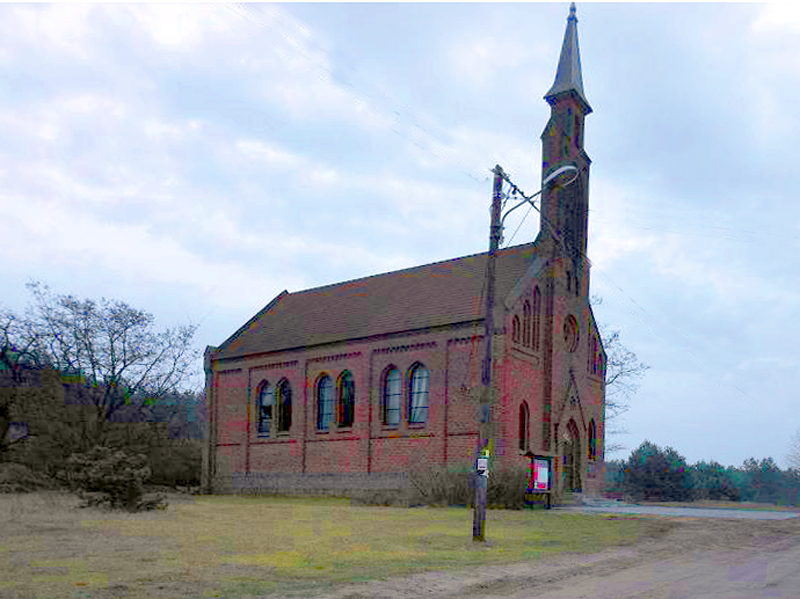
Widok na kościół od północy
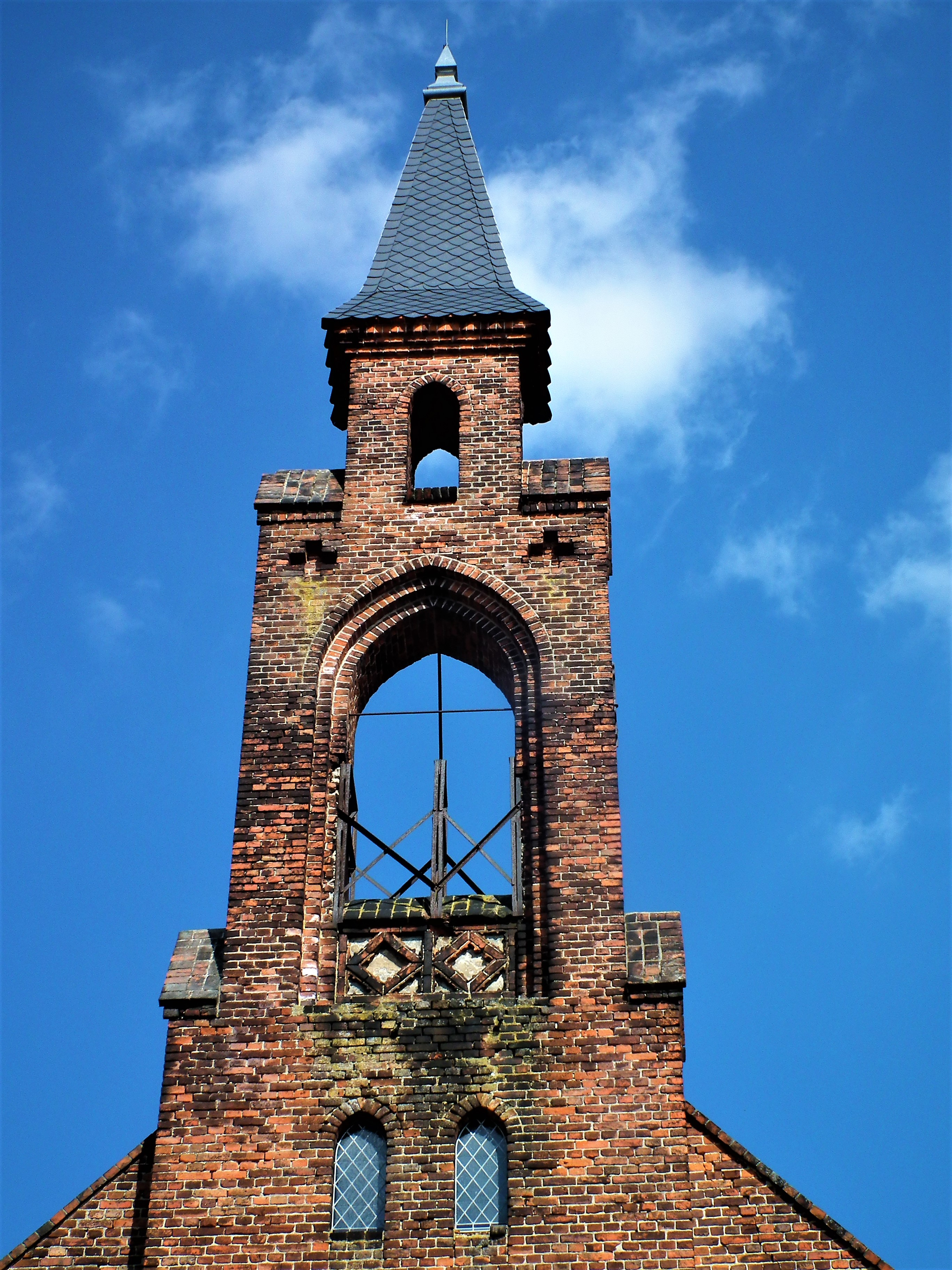
Ażurowa wieża
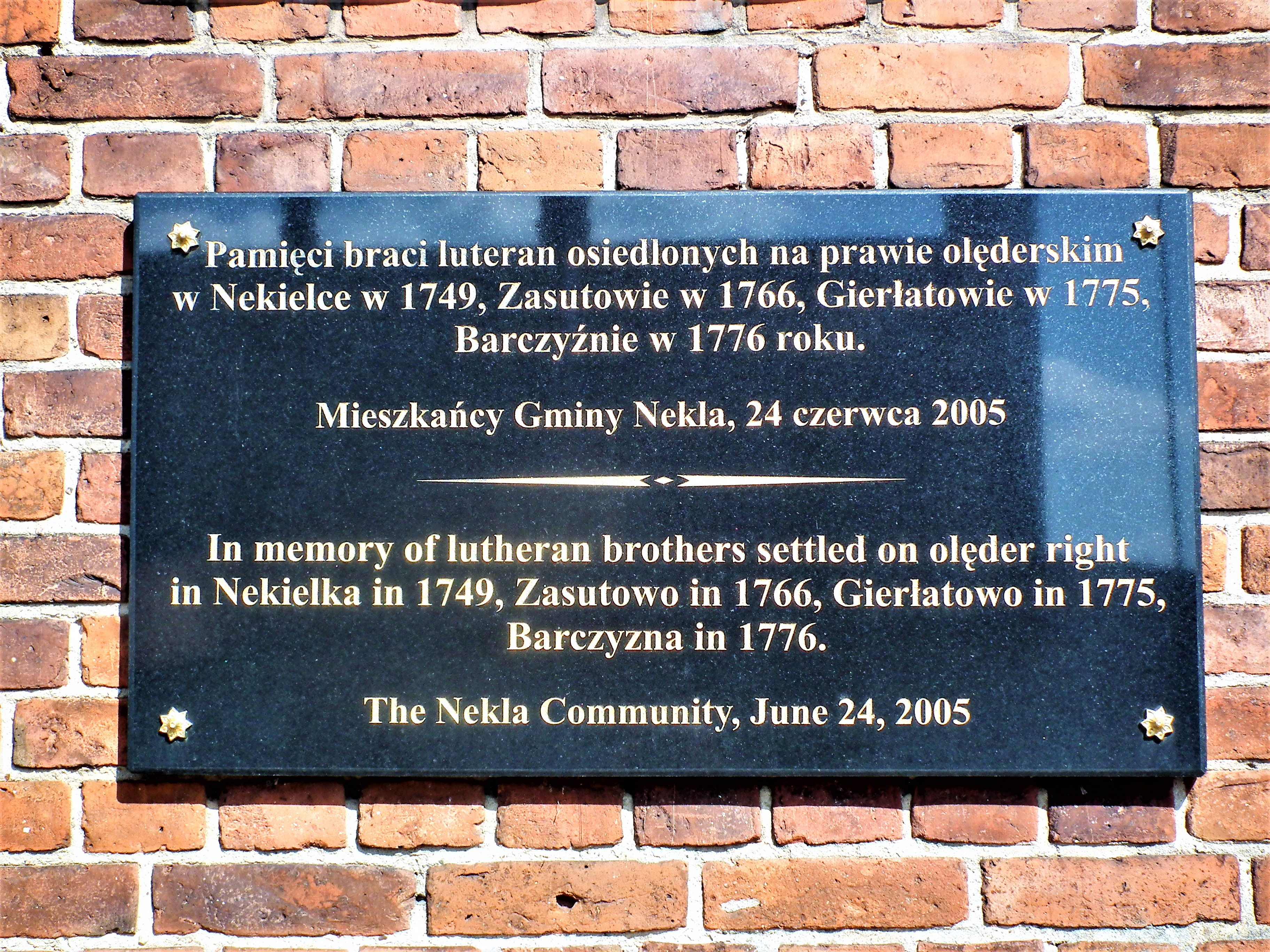
Tablica pamiątkowa